# Nailbomb
Nailbomb — метал-гурт, спільний сайд-проект колишнього гітариста і вокаліста гурту Sepultura Макса Кавальєри і вокаліста Алекса Ньюпорта з Fudge Tunnel, що існував у 1993–1995 роках.
За період існування колективом було записано два альбоми: один студійний — Point Blank і один концертний — Proud to Commit Commercial Suicide. У записах альбомів брали також участь брат Макса Ігор Кавальєра (ударні) і гітарист групи Fear Factory Дино Касарес, а також Евен Сейнфелд, Д. Х. Пелігро і Ріс Фульбер. Альбом Point Blank був перевиданий у 2004 році.

## Учасники
Формальний склад
- Макс Кавалера — вокал, гітара, бас, семпли
- Алекс Ньюпорт — гітара, бас, вокал, клавішні

#### Гості
- Ігор Кавальєро — студійні  і «живі» ударні
- Андреас Кіссер — студійна гітара
- Діно Касарес — студійна гітара
- Д. Х. Пелігро — «живі» ударні
- Евен Сейнфелд — «жива» бас-гітара
- Ріс Фульбер — «живі» клавішні

## Дискографія
- Point Blank (1994, Roadrunner; ремастеринг і видання у 2004 з 6 доданими треками) — UK #62[3]
- Proud to Commit Comercial Suicide (концертний, 1995).

Збірники
- The Heart of Roadrunner Records (2003, The All Blacks B.V.) (пісня «Wasting Away»)
- To Die For (1995, Columbia Pictures Industries) (пісня «Wasting Away»)
- Moon Records & Roadrunner Records New Metal Generation (2002, The All Blacks B.V.) (пісня «Vai Toma No Cu»)

DVDs
- Live at Dynamo (DVD, 22 листопада 2005)